# Vitré-Comunitat
La Vitré-Comunitat (en bretó Gwitreg-Kumuniezh) és una estructura intercomunal francesa, situada al departament de l'Ille i Vilaine a la regió Bretanya, al País de Vitré. Té una extensió de 691,9 kilòmetres quadrats i una població de 63.817 habitants (2006).

## Composició
Agrupa 36 comunes :
| 1. Argentré-du-Plessis 2. Balazé 3. Bréal-sous-Vitré 4. Brielles 5. Champeaux 6. Châteaubourg 7. Châtillon-en-Vendelais 8. Cornillé 9. Domagné 10. Domalain 11. Erbrée 12. Étrelles 13. Gennes-sur-Seiche 14. La Chapelle-Erbrée 15. Landavran 16. Le Pertre 17. Louvigné-de-Bais 18. Marpiré 19. Mecé | 1. Mondevert 2. Montautour 3. Montreuil-des-Landes 4. Montreuil-sous-Pérouse 5. Pocé-les-Bois 6. Princé 7. Saint-Aubin-des-Landes 8. Saint-Christophe-des-Bois 9. Saint-Didier 10. Saint-Germain-du-Pinel 11. Saint-Jean-sur-Vilaine 12. Saint-M'Hervé 13. Taillis 14. Torcé 15. Val-d'Izé 16. Vergéal 17. Vitré |